# 1880年世界博覽會

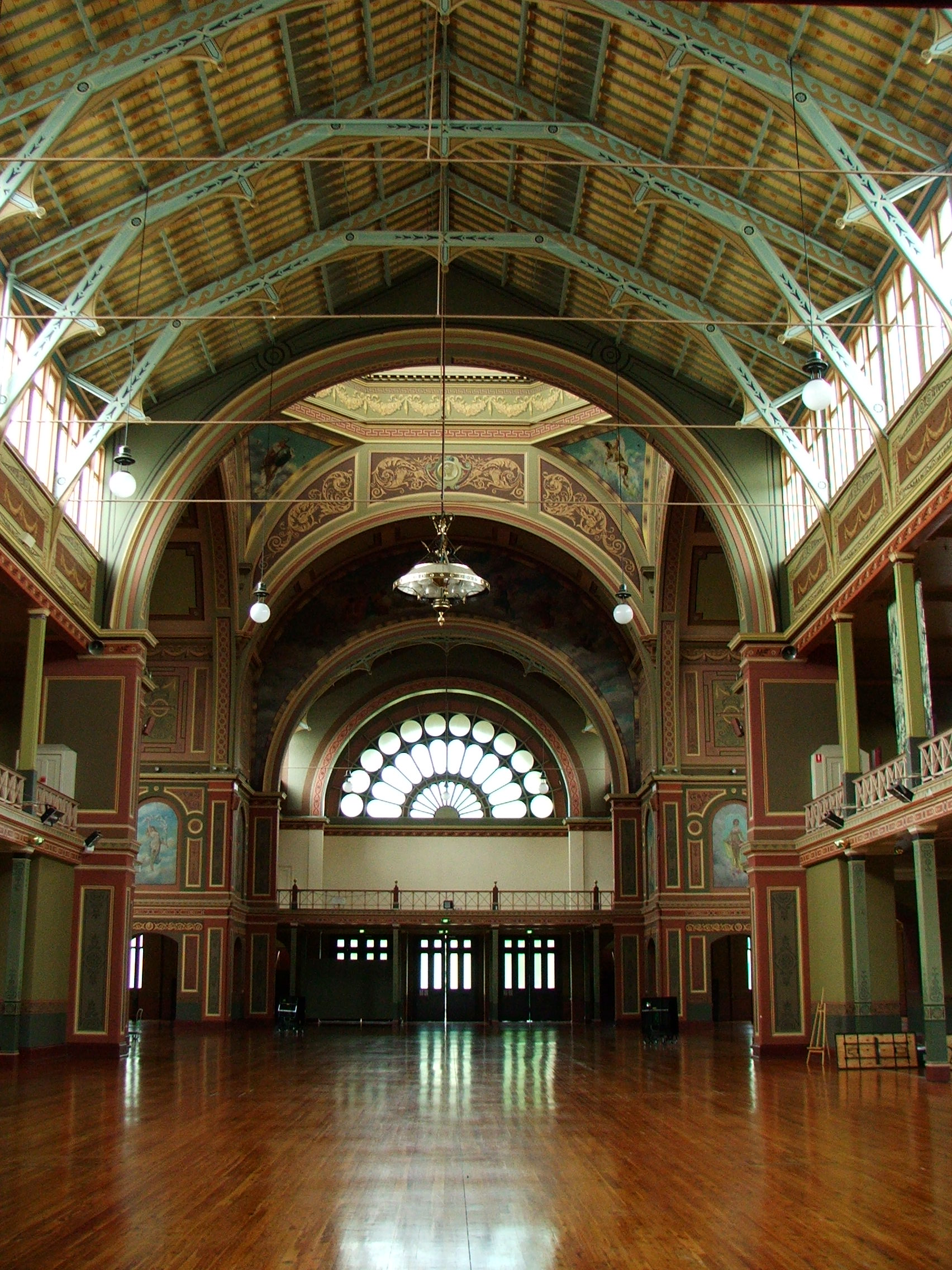
皇家展覽館是1880年世界博覽會的會場

1880年世界博覽會（Melbourne International Exhibition）是國際展覽局舉辦的第八屆世界博覽會，於1880年10月1日至1881年4月30日在澳大利亞首都墨爾本舉行，有33個國家參加，會期中有133萬人參觀。博覽會的主會場皇家展覽館在2004年成為世界遺產。這次博覽會也是澳大利亞第二次舉辦世界博覽會。

## 外部連結
- Expo 1880 page at BIE（页面存档备份，存于）